# Thomas Jenkins Semmes
Thomas Jenkins Semmes (* 16. Dezember 1824 in Washington, D.C.; † 23. Juni 1899 in New Orleans, Louisiana) war ein amerikanischer Jurist und Politiker aus Louisiana.

## Werdegang
Semmes studierte Jura, bekam seine Zulassung als Anwalt und eröffnete dann eine Praxis in New Orleans. Später entschied er sich, eine politische Laufbahn einzuschlagen. Er war von 1857 bis 1859 Bundesstaatsanwalt für den Ostbezirk von Louisiana. Ferner war er Mitglied der Louisiana State Legislature und Attorney General von Louisiana. Dann vertrat er seinen Heimatstaat 1861 als Delegierter beim Sezessionskonvent. Nach Ausbruch des Bürgerkrieges war er von 1862 bis 1865 als Senator der Konföderierten Staaten von Amerika tätig. Im Verlauf des Krieges wurde sein Haus im besetzten New Orleans durch Generalmajor Benjamin Franklin Butler zu einem Quartier für Unionstruppen umfunktioniert. Semmes war ein starker Unterstützer von Louisianas Truppen, einschließlich der berühmten Louisiana Tigers, in welchen sein Bruder Andrew als Regimentschirurg tätig war.
Thomas verstarb 1899 in New Orleans und wurde auf dem Metairie Cemetery beigesetzt.